# Richard Beaumont
Richard Beaumont (ur. 16 listopada 1983) – nowozelandzki wioślarz.

## Osiągnięcia
- Mistrzostwa Świata – Linz 2008 – dwójka bez sternika wagi lekkiej – 10. miejsce[1].
- Mistrzostwa Świata – Poznań 2009 – czwórka bez sternika wagi lekkiej – 16. miejsce[1].